# Tipula (Pterelachisus) crawfordi
Tipula (Pterelachisus) crawfordi is een tweevleugelige uit de familie langpootmuggen (Tipulidae). De soort komt voor in het Palearctisch gebied.